# Silva-Bet
Silva-Bet est un nom commercial utilisé par la société Cundy-Bettoney Co., un fabricant et distributeur de bois à Boston, Massachusetts. Bien que certains autres produits aient été commercialisés sous le nom de Silva-Bet, notamment des flûtes et des anches de clarinette, ce nom était principalement attaché à la clarinette en métal, modèle phare de la société.

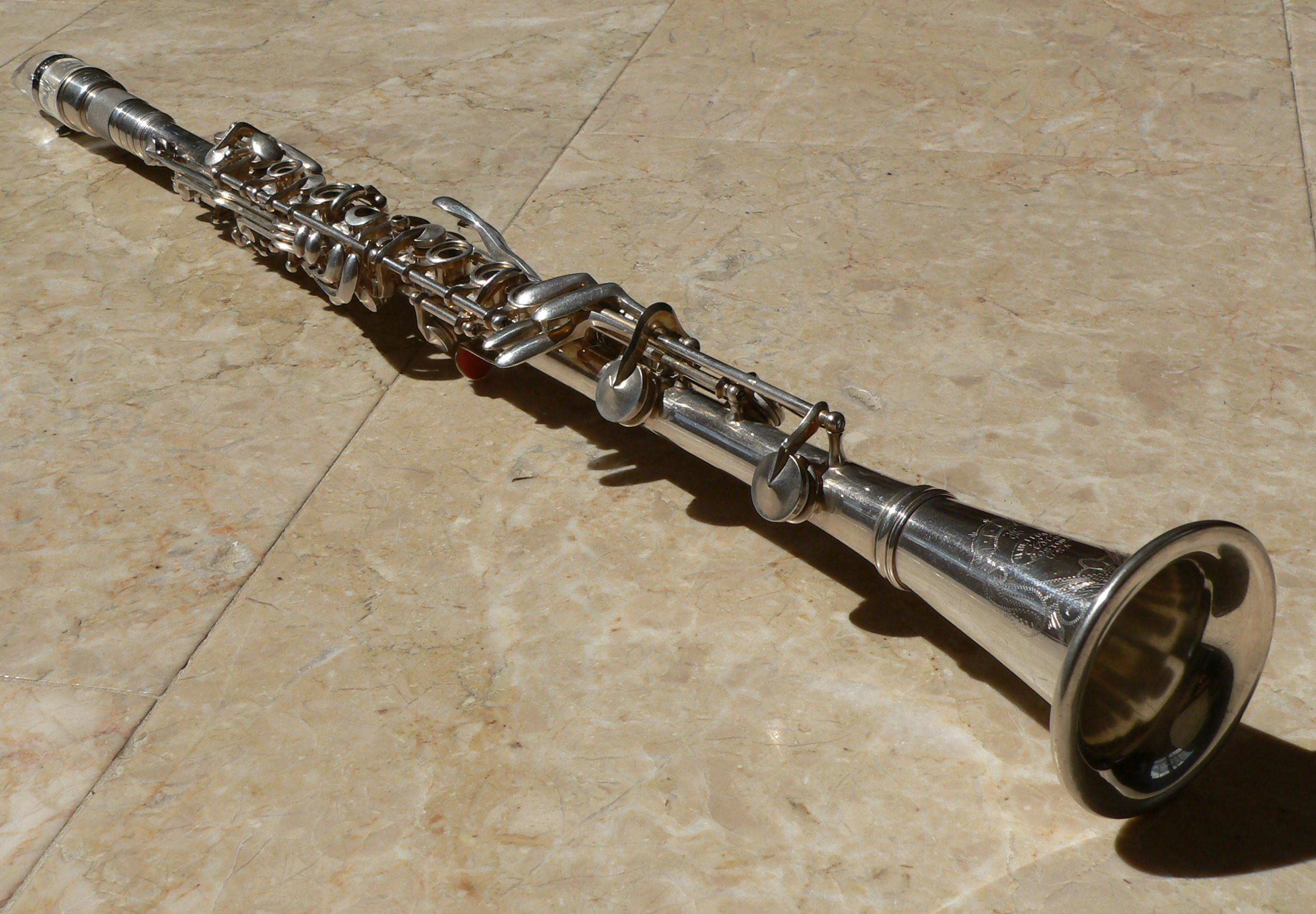
Une clarinette en métal modèle Silva-Bet

## Histoire
Le modèle Silva-Bet, qui a fait ses débuts en 1925, est généralement reconnu comme ayant été la première clarinette en métal ayant un  succès commercial. Peu après l'apparition de la Silva-Bet, d'autres fabricants d'instruments à vent de la famille des bois sont entrés sur le marché des clarinettes en métal, notamment Henri Selmer Paris en 1927 avec leur modèle Master ainsi que les sociétés américaines Buescher avec leur modèle True Tone et H. N. White avec la Silver King. Penzel-Mueller et C.G. Conn, qui avaient chacun essayé de produire une clarinette en métal auparavant avec des modèles à double paroi sans succès commercial, sont revenus avec des modèles à simple paroi - Penzel-Mueller avec l'Artist et Conn avec la 514 et plus tard la 624. Les clarinettes soprano en métal étaient courantes dans les années 1930 et 1940, mais elles n'ont jamais été suffisamment acceptées par les professionnels pour que des modèles haut de gamme comme la Silva-Bet soient viables.

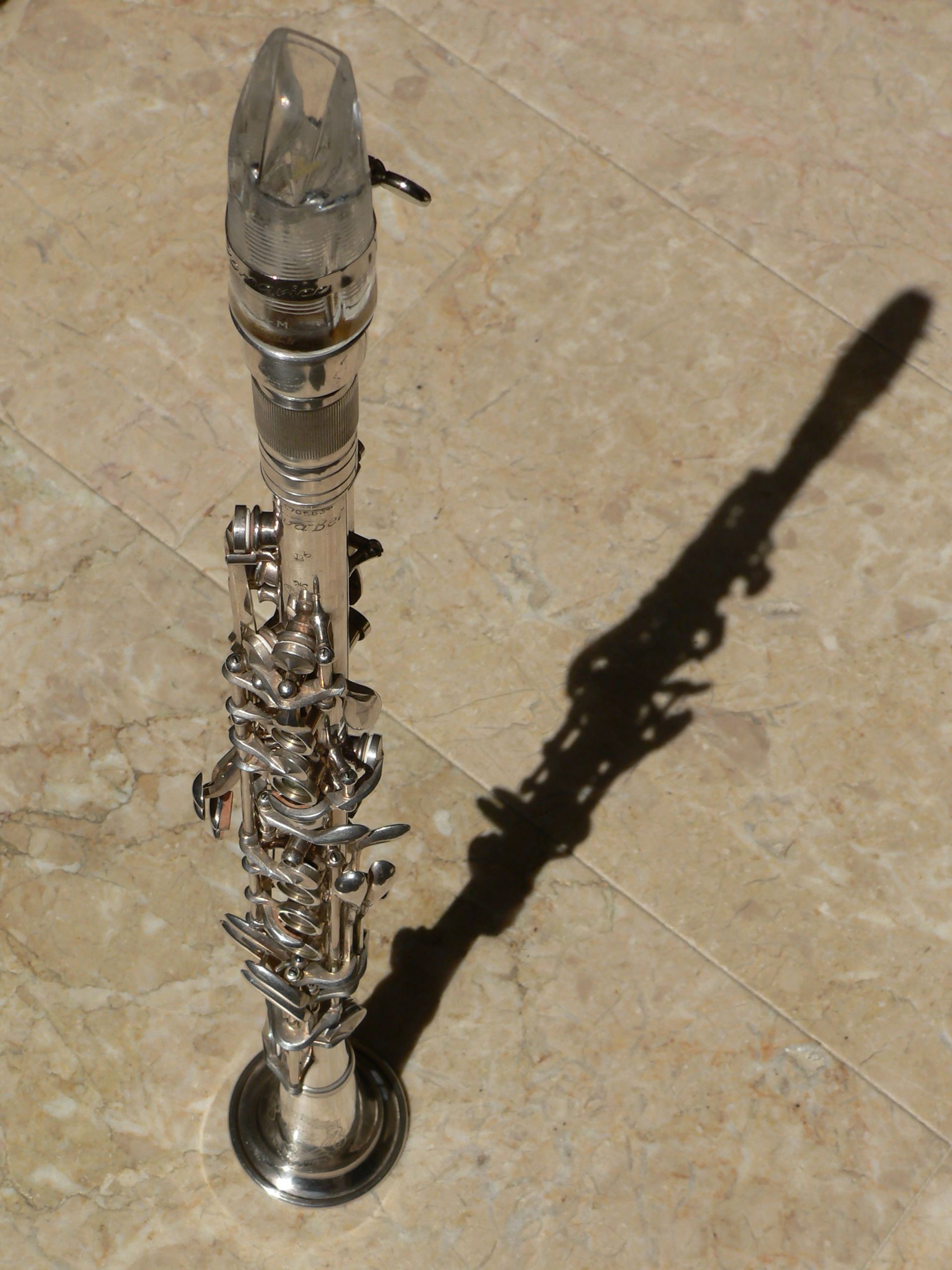
Silva-Bet numéro de série S5047, corps monobloc.

La Silva-Bet était encore fabriquée, ou du moins distribuée, en 1940, mais a été abandonnée en 1951. H.N. White a continué à produire des clarinettes soprano en métal de haute qualité jusque dans les années 1960, et la maison Georges Leblanc Paris a fabriqué des clarinettes contrebasse et des clarinettes contralto professionnelles en métal jusque dans les années 1990, mais la plupart des modèles de clarinettes soprano professionnelles en métal ont été abandonnés en 1945. En Italie, Orsi continue encore aujourd'hui à fabriquer des clarinettes soprano en métal. La transformation des outillages des usines pour la production à l'effort de guerre pendant la seconde  guerre mondiale a probablement contribué à leur disparition.

## Caractéristiques physiques
Le corps et les clés de la Silva-Bet sont fabriqués dans un alliage diversement connu sous le nom de maillechort ou en anglais : German silver, et sont plaqués en argent. Les trous d'harmonie, sauf sur les exemplaires les plus anciens, ont des cheminées élargies pour améliorer l'étanchéité et la durabilité des tampons. D'abord fabriquée avec un corps d'une seule pièce et un barillet détachable, la clarinette Silva-Bet a ensuite été disponible avec un corps en deux parties et un barillet détachable. Le corps de la Silva-Bet est équipé d'un  mécanisme télescopique pour accorder l'instrument. Il existe au moins deux versions de barillet d'accord, l'un avec une tête épaisse et deux anneaux rotatifs minces au sommet, l'autre avec une tête fine et un seul manchon rotatif au milieu. 

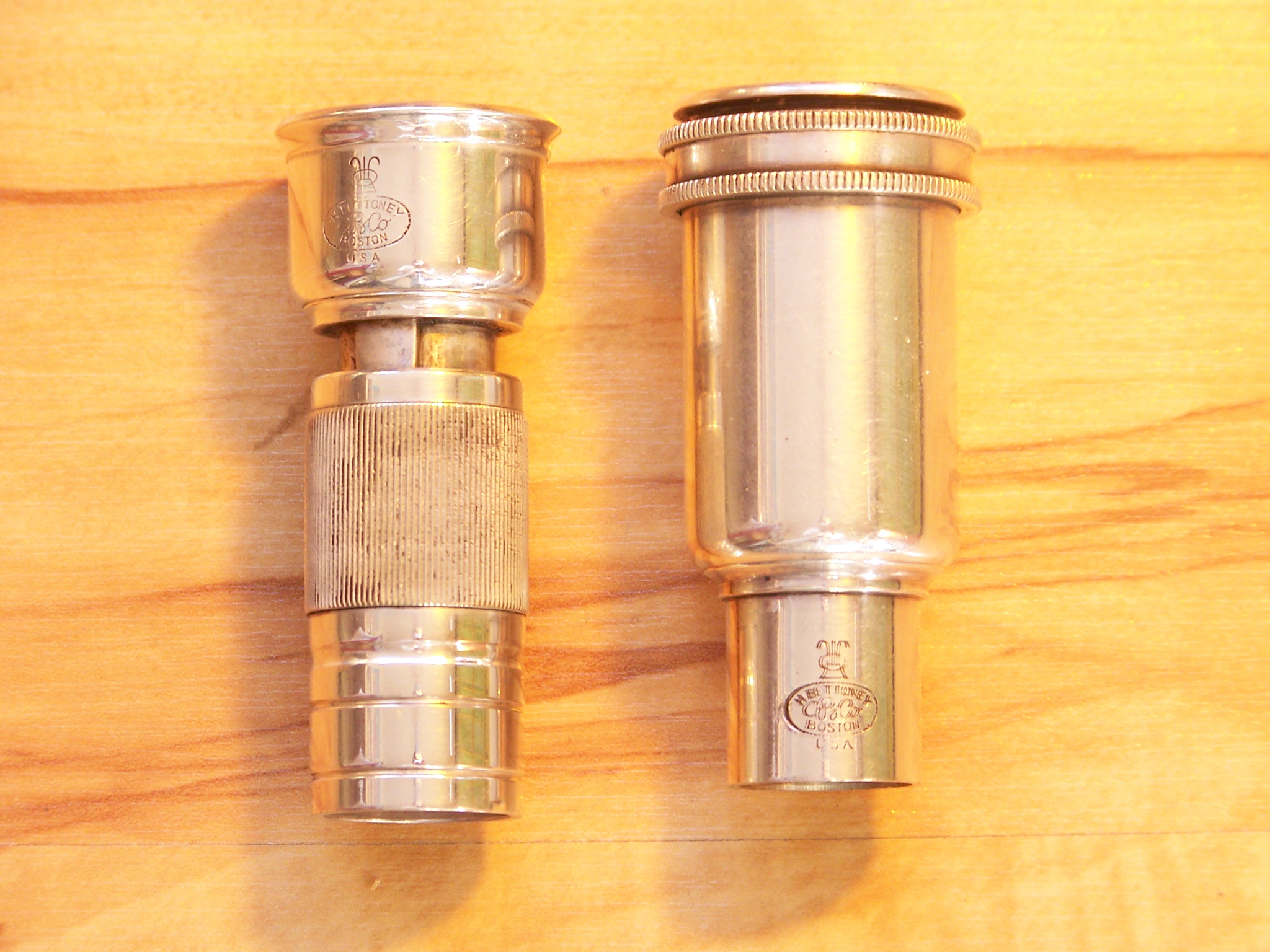
Deux modèles de barillet de Silva-Bet.

  Il existe également au moins deux modèles de repose-pouce, l'un avec la plate-forme et le repose-pouce en une seule plaque incurvée fixée au corps par un rail, l'autre avec la plate-forme une boîte fixée au corps tout autour et le repose-pouce soudé à cette boîte.

Les premiers exemplaires du Silva-Bet ont un numéro de série commençant par la lettre S, généralement suivi de quatre chiffres. Les modèles plus récents ont des numéros de série commençant par V. Le numéro de série est marqué près du haut du corps, juste en dessous du tenon du barillet, et rarement au bas du corps, juste au-dessus du pavillon. Les deux derniers chiffres du numéro de série sont estampés dans le bas des clés.

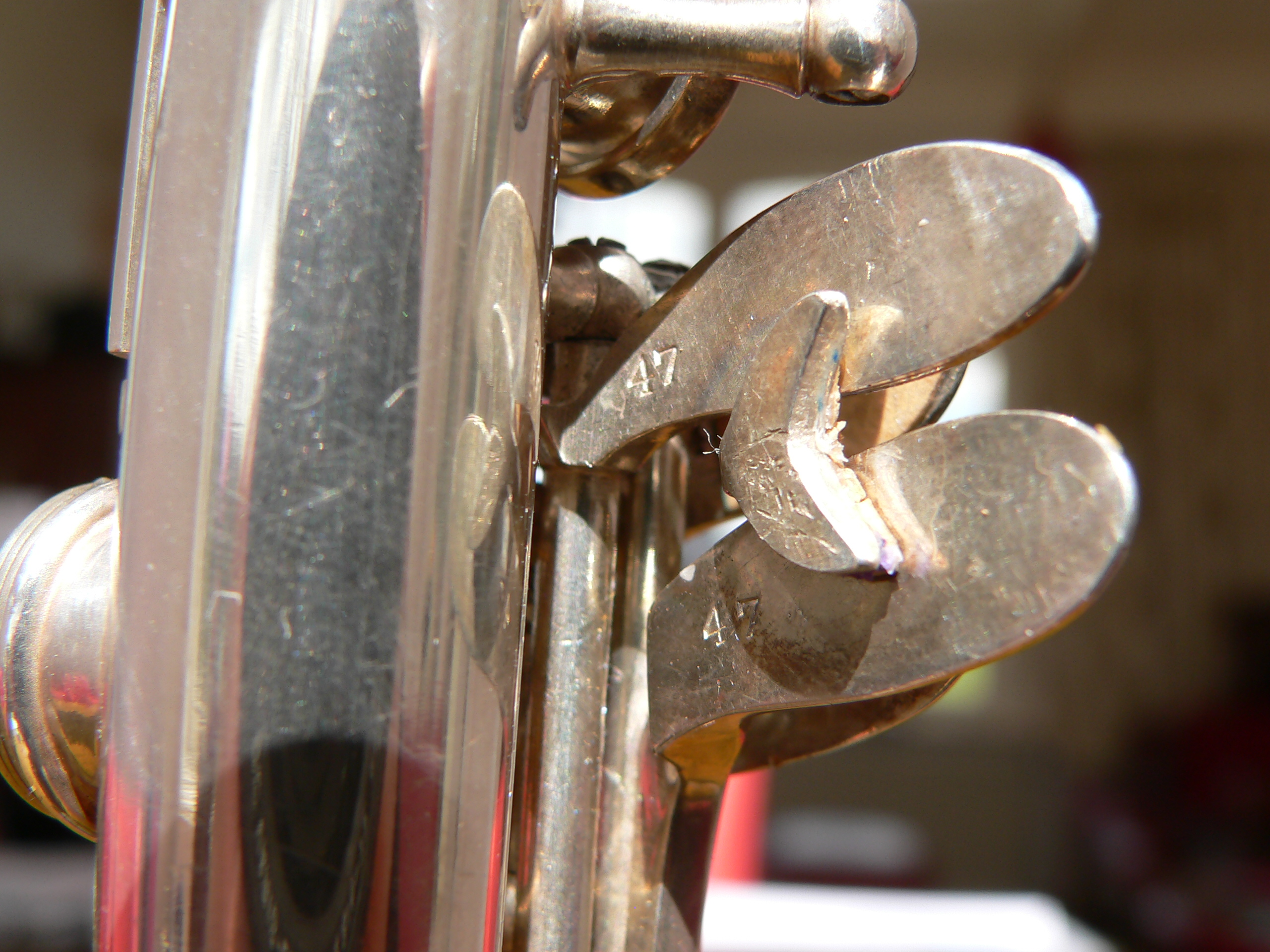
Les deux derniers chiffres "47" estampés dans le bas des clés (S5047)

La Silva-Bet soprano était fabriquée dans les tonalités de mi bémol, si bémol et la, celle en si bémol étant de loin le plus courant. Des modèles Silva-Bet de clarinette alto et de clarinette basse ont également été fabriqués. Le clétage standard en système Boehm (17 clés, 6 anneaux) était habituel, mais au moins sur les sopranos en la et en si bémol, certaines configurations Full-Boehm (7e anneau, sol dièse articulé avec clé de trille supplémentaire, mi bémol grave, clé de renvoi de mi bémol à gauche) étaient disponibles, tout comme le clétage en système Albert standard (13 clés, 4 rouleaux, 4 anneaux).

## Collectionnabilité et facilité d'utilisation
Après une sorte de contrecoup à leur égard au milieu et à la fin du XXe siècle, les clarinettes en métal sont revenues en grâce dans certains milieux. La qualité du son d'une clarinette en métal de qualité, comme une Silva-Bet, est difficile, voire impossible, à distinguer de celle d'une clarinette en bois de qualité. Les meilleurs modèles de clarinettes en métal sont à la fois utilisables et collectionnables aujourd'hui ; les exemples les plus aboutis ou les plus inhabituels sont largement collectionnés.

## Autres clarinettes en métal Cundy-Bettoney
Cundy-Bettoney était probablement le fabricant de clarinettes en métal le plus prolifique au monde. La Silva-Bet était leur modèle haut de gamme. La Boston Wonder et la Columbia Model étaient juste en dessous de leur qualité supérieure, tout comme le modèle H Bettoney, qui était largement fourni aux orchestres militaires aux États-Unis. Le modèle Cadet était un instrument d'étude de meilleure qualité, tandis que la Three-Star était la moins chère.
Ils ont également produit de très nombreux stencils commercialisés sous le nom d'autres distributeurs, notamment les clarinettes en métal Martin Handcraft. À l'époque où Bettoney fabriquait les clarinettes en métal de Martin, Martin fabriquait les saxophones vendus sous le nom de H Bettoney. La plupart des stencils de haute qualité sont essentiellement identiques à la Boston Wonder, tandis que la plupart des stencils moins chers sont essentiellement identiques à ceux de la Three-Star.